# Lacaussadea montana
Lacaussadea montana là một loài dương xỉ trong họ Dryopteridaceae. Loài này được Gaudich. mô tả khoa học đầu tiên năm 1846.
Danh pháp khoa học của loài này chưa được làm sáng tỏ. 